# Reggio Film Festival
Il Reggio Film Festival - International Short Film Festival è un festival cinematografico italiano dedicato ai cortometraggi, nato nel 2002 a Reggio Emilia.

## Storia
Nel 2001 l'assessore alla Cultura e Sapere del comune di Reggio Emilia, Sandra Piccinini, accoglie la proposta del Presidente del Cineclub Reggio Alessandro Scillitani, appartenente alla FEDIC, Federazione Italiana dei Cineclub, una delle nove associazioni di cultura cinematografiche riconosciute a livello nazionale, di realizzare un festival di cortometraggi di carattere nazionale in città.
Nella prima edizione del 2002, la giuria del festival è stata composta da Maurizio Nichetti, Marcello Fois e alcuni membri della cultura cinematografica di Reggio Emilia. Dalla quinta edizione, il Reggio Film Festival è diventato internazionale, ricevendo cortometraggi da tutto il mondo. 
Il festival si è nel tempo caratterizzato per la scelta di un tema, proposto ai registi, declinato anche in altre discipline artistiche come danza, teatro e musica. Il festival ha così trattato numerosi temi: il riciclo, il cibo, i bambini, le donne, il gioco, la follia, l'acqua, i numeri, la città, il falso, il viaggio.
Questo ha permesso, da un lato, la costruzione di un festival che permetta la diffusione delle opere cinematografiche, dall'altro di avere contributi e interventi di personaggi di rilievo, tra cui Marco Bellocchio, Pupi Avati, Matteo Garrone, Dario Fo, Andrea Bajani, Diego De Silva, Paolo Rumiz, Fabrizio Plessi e Simone Massi.
Significativi sono stati i contributi all'iniziativa di Aterballetto e di Reggio Children.
Nel 2023 si è svolta la 22ª edizione del festival con una sezione dedicata all'animazione.

## Vincitori

### Miglior film
- 2002: .COW (Italia, 2001) di Marcello Gori.
- 2003: CANC (Italia, 2003) di Paolo Lipari - Cammina cammina (Italia, 2003) di Andrea Princivalli
- 2004: Legami (Italia, 2003) di Massimiliano Napoli.
- 2005: Sidun (Italia, 2004) di William Mussini.
- 2006: Ice Cream (USA, 2005) di Alexandra Fincher - Il dettato (Italia, 2005) di Lavinia Chianello e Tomas Creus
- 2007: Allora... ciao (Italia, 2007) di Cristina Puccinelli.
- 2008: Taxi? (Spagna, 2007) di Telmo Esnal.
- 2009: Listening to the Silences (Portogallo, 2009) di Pedro Flores.
- 2010: Wattwanderer (Germania, 2010) di Max Zahle - On the water (Olanda, 2010) di Yi Zhao
- 2011: In scale (Francia/Russia, 2009) di Marina Moshkova
- 2012: Hatch (Austria, 2012) di Christoph Kuschnig
- 2013: Argile (Francia, 2012) di Michael Guerraz
- 2014: Border Patrol (Germania, 2013) di Peter Baumann
- 2015: Om Vagar (Finlandia, 2015) di Karen Pennanen
- 2016: Madam Black (Nuova Zelanda, 2015) di Ivan Barge